# James Coco
James Coco (Manhattan, 21 marzo 1930 – Manhattan, 25 febbraio 1987) è stato un attore statunitense.

## Biografia
Nato da genitori di origini italiane, Felice Lescoco e Ida Detestes Lescoco, recitò da attore caratterista, in film come È ricca, la sposo e l'ammazzo (1971) di Elaine May, Invito a cena con delitto (1976) di Robert Moore, Charleston (1977) di Marcello Fondato e Ciao maschio (1978) di Marco Ferreri, accanto a Marcello Mastroianni e Gérard Depardieu. Apparve inoltre in programmi come The Muppet Show e The Love Boat.

### Vita privata
Coco morì a New York il 25 febbraio 1987, a causa di un arresto cardiaco, all'età di 56 anni.

## Riconoscimenti
Fu candidato al Premio Oscar al miglior attore non protagonista per Solo quando rido (1981). È stato uno dei rarissimi casi in cui un attore venne candidato sia all'Oscar come miglior attore sia ai Razzie Awards come peggior attore (gli altri due casi riguardano le attrici Amy Irving in Yentl e Glenn Close in Elegia americana). Vinse inoltre il Premio Emmy nel 1983 come miglior attore non protagonista per la serie televisiva A cuore aperto.

## Filmografia parziale

### Cinema
- Una nave tutta matta (Ensign Pulver), regia di Joshua Logan (1964)
- La grande corsa (The Great Race), regia di Blake Edwards (1965)
- Noi due a Manhattan (Generation), regia di George Schaefer (1969)
- End of the Road, regia di Aram Avakian (1970)
- Fragole e sangue (The Strawberry Statement), regia di Stuart Hagmann (1970)
- È ricca, la sposo e l'ammazzo (A New Leaf), regia di Elaine May (1971)
- Ma che razza di amici! (Such Good Friends), regia di Otto Preminger (1971)
- L'uomo della Mancha (Man of La Mancha), regia di Arthur Hiller (1972)
- Party selvaggio (The Wild Party), regia di James Ivory (1975)
- Invito a cena con delitto (Murder by Death), regia di Robert Moore (1976)
- Charleston, regia di Marcello Fondato (1977)
- Ciao maschio, regia di Marco Ferreri (1978)
- A proposito di omicidi... (The Cheap Detective), regia di Robert Moore (1978)
- Io, modestamente, Mosè (Wholly Moses), regia di Gary Weis (1980)
- Solo quando rido (Only When I Laugh), regia di Glenn Jordan (1981)
- I Muppet alla conquista di Broadway (The Muppets Take Manhattan), regia di Frank Oz (1984)

### Televisione
- ABC Stage 67 – serie TV, episodio 1x12 (1966)
- Il diario di Anna Frank (The Diary of Anna Frank), regia di Boris Sagal – film TV (1980)
- La signora in giallo (Murder, She Wrote) – serie TV, episodio 1x07 (1984)
- Ai confini della realtà (The Twilight Zone) – serie TV, episodio 1x18 (1985)
- Love Boat (The Love Boat) – serie TV, 3 episodi (1978-1985)
- Casalingo Superpiù (Who's the Boss?) – serie TV, 3 episodi (1985-1987)

## Doppiatori italiani
- Antonio Guidi in La grande corsa, Charleston, Ciao maschio
- Carlo Romano in È ricca, la sposo e l'ammazzo
- Ferruccio Amendola in L'uomo della Mancha
- Carlo Baccarini in Invito a cena con delitto
- Sergio Fiorentini in Solo quando rido